# Mollitrichosiphum trilokum
Mollitrichosiphum trilokum är en insektsart. Mollitrichosiphum trilokum ingår i släktet Mollitrichosiphum och familjen långrörsbladlöss. Inga underarter finns listade i Catalogue of Life.